# Nicotiana raimondii
Nicotiana raimondii är en potatisväxtart som beskrevs av Macbride. Nicotiana raimondii ingår i släktet tobak, och familjen potatisväxter. Inga underarter finns listade i Catalogue of Life.